# Frits Goedgedrag
Frits M. de los Santos Goedgedrag (nacido el 1 de noviembre de 1951 en Aruba) es un político nacido en Aruba. Fue el 36.º y último gobernador de las Antillas Neerlandesas. El 30 de septiembre de 2010, la Reina Beatriz de los Países Bajos lo juramentó como Gobernador del nuevo país autónomo de Curazao, cargo que asumió el 10 de octubre de 2010. Al desaparecer el estado conocido hasta entonces como Antillas Neerlandesas, desaparece también el antiguo cargo que Goedgedrag ocupaba desde el 1 de julio de 2002 y que le había sido renovado en 2008 (el gobernador es escogido cada 6 años). Adicionalmente de 1992 a 1998 se desempeñó como el administrador de la isla caribeña de Bonaire.